# هوارد تشارلز كلارك
هوارد تشارلز كلارك هو كيميائي كندي، ولد في 4 سبتمبر 1929 في أوكلاند في نيوزيلندا.